# Jimmy Walsh
Pour les articles homonymes, voir Jim Walsh (homonymie) et Walsh.
Jimmy Walsh est un boxeur américain né le 18 juillet 1883 à Newton et mort le 23 novembre 1964 à Beverly, Massachusetts.

## Carrière
Passé professionnel en 1902, il remporte le titre vacant de champion du monde des poids coqs le 20 octobre 1905 en battant aux points George Stanley. Walsh demeure champion jusqu'au 21 janvier 1909 où il est battu par Jimmy Reagan. Il met un terme à sa carrière en 1914 sur un bilan de 56 victoires, 19 défaites et 27 matchs nuls.

## Référence
1. ↑   (en) Carrière de Jimmy Walsh (cyberboxingzone.com)